# Anna Pirozzi
Anna Pirozzi, née à Naples le 8 février 1975, est une soprano italienne considérée comme la soprano dramatique italienne la plus brillante de sa génération.
Les rôles de Maddalena di Coigny (Andrea Chénier), les rôles-titres de Turandot, Aida, Tosca, Lucrezia Contarini (I due Foscari), Santuzza (Cavalleria rusticana), Odabella (Attila), Elvira (Ernani), Imogene (Il pirata), Lady Macbeth (Macbeth) ont particulièrement marqué sa carrière.

## Biographie
Née et élevée à Naples, Anna Pirozzi commence à étudier le chant à l'âge de vingt-cinq ans à l'Istituto Musicale Pareggiato della Valle d'Aosta, puis se perfectionne au Conservatoire Giuseppe-Verdi (Turin).
Après une décennie d'apprentissage dans les théâtres de province, elle obtient son premier succès en 2012 en chantant Amelia dans Un ballo in maschera au Teatro Regio (Turin). Quelques mois plus tard, elle est mise en scène par Riccardo Muti dans le rôle d'Abigaille dans Nabucco au Festival de Salzbourg. Au cours de la saison 2015/2016, elle fait ses débuts à La Scala dans le rôle de Lucrezia dans I due Foscari avec Plácido Domingo et ses débuts au Royal Opera House dans le rôle de Leonora dans Il trovatore ; au cours de la même saison, elle interprète également le rôle d'Elizabeth I dans Roberto Devereux à l'opéra de Bilbao.
En 2017, elle est Maddalena dans Andrea Chénier à l'opéra de Bilbao, Lady Macbeth dans Macbeth au Teatro Regio de Turin, au Teatro Real de Madrid, au Festival international d'Édimbourg et au Théâtre des Champs-Élysées de Paris, Turandot dans Turandot avec l'Orchestre philharmonique d'Israël à Tel Aviv-Jaffa, Abigaille dans Nabucco aux Arènes de Vérone et au Teatro alla Scala, Manon dans Manon Lescaut à l'Opéra royal de Wallonie de Liège, Suor Angelica dans Suor Angelica et Giorgetta dans Il tabarro au Teatro Comunale de Modène.
En 2018, elle est Santuzza dans Cavalleria Rusticana au Royal Opera House, Aida au Teatro Real de Madrid, Lady Macbeth dans Macbeth à Covent Garden et au Festival Verdi, Tosca dans Tosca au Teatro Regio (Parme), Odabella dans Attila au Grand théâtre du Liceu, Norma dans Norma à l'Abao Olbe et au Théâtre Colón, Aida et Turandot aux Arènes de Vérone, Abigaille dans Nabucco au Deutsche Oper Berlin, au Teatro San Carlo de Naples et au Théâtre de Champs-Elysée à Paris.
En 2019, elle fait ses débuts dans le rôle de Lenora dans La forza del destino au Teatro Municipale de Modène et dans le rôle de la protagoniste éponyme de La Gioconda au Teatre del Liceu, ainsi qu'avec Abigaille dans Nabucco et Turandot au Bayerische Staatsoper, Elvira dans Ernani au Teatro Principale de Mahon, Aida et Leonora dans Il Trovatore aux Arènes de Vérone ; elle fait ses débuts au Metropolitan Opera de New York dans le rôle de Lady Macbeth dans Macbeth. La même année, elle est Tosca au Teatro Regio de Turin, Abigaille au Deutsche Oper Berlin puis à Valence (Espagne) aux côtés de Plácido Domingo et Amelia dans Un Ballo in Maschera à l'opéra d'Oviedo.
En 2020, elle a fait ses débuts à l'Opéra national des Pays-Bas dans le rôle d'Abigaille dans Nabucco et interprète Imogène dans Il pirata à l'Opéra de Monte-Carlo, Aida sur la Piazza del Plebiscito, Amelia dans Un Ballo in Maschera au Teatro Real de Madrid, Manon au Teatro Massimo Vittorio Emanuele de Palerme et Lucrezia dans I due foscari à l'Opéra de Monte Carlo.
En 2021, elle incarne Abigaille dans Nabucco au Wiener Staatsoper, fait ses débuts dans le rôle d'Elisabetta dans Don Carlo au Teatro Pavarotti de Modène, interprète Lady Macbeth dans Macbeth à Las Palmas et au Wiener Staatsoper, Abigaille et Turandot aux Arènes de Vérone, Turandot au Bayerische Staatsoper, Lady Macbeth et Tosca au Covent Garden.
En 2022, elle est Lady Macbeth à Valence et au Wienier Staatsoper, Tosca au Teatro Massimo, Elvira dans Ernani au Théâtre Pérez Galdós de Las Palmas de Grande Canarie, Abigaille dans Nabucco au Teatro Real de Madrid et à l'Opernhaus (Zurich), Tosca au Teatro dell'Opera di Roma et fait ses débuts à l'Opéra de Paris dans le rôle de Leonora dans La forza del destino.
En 2023, elle est Leonora dans Il Trovatore à l'Opéra Bastille, au Teatro dell'Opera di Roma et à Bilbao, Turandot au Royal Opera House, au Teatro Real et à l'Opéra de Paris, Aida aux Arènes de Vérone, Tosca à Rome, Elisabetta dans Don Carlo à Plaisance, Modène et Reggio Emilia. Elle fait ses débuts à Athènes dans le rôle de Médée dans Médée dans la coproduction du Metropolitan de New York et de l’Opéra national de Grèce dans la mise en scène de David McVicar, sommet des célébrations de l’année dédiée à Maria Callas,.

## Répertoire
| Rôle                    | Titre                | Compositeur |
| ----------------------- | -------------------- | ----------- |
| Imogene                 | Il pirata            | Bellini     |
| Norma                   | Norma                | Bellini     |
| Medea                   | Médée                | Cherubini   |
| Elisabetta I            | Roberto Devereux     | Donizetti   |
| Maddalena di Coigny     | Andrea Chénier       | Giordano    |
| Nedda                   | Pagliacci            | Leoncavallo |
| Santuzza                | Cavalleria rusticana | Mascagni    |
| Contessa d'Almaviva     | Les Noces de Figaro  | Mozart      |
| Gioconda                | La Gioconda          | Ponchielli  |
| Manon Lescaut           | Manon Lescaut        | Puccini     |
| Floria Tosca            | Tosca                | Puccini     |
| Giorgetta               | Il tabarro           | Puccini     |
| Suor Angelica           | Suor Angelica        | Puccini     |
| Turandot                | Turandot             | Puccini     |
| Abigaille               | Nabucco              | Verdi       |
| Elvira                  | Ernani               | Verdi       |
| Lucrezia Contarini      | I due Foscari        | Verdi       |
| Odabella                | Attila               | Verdi       |
| Lady Macbeth            | Macbeth              | Verdi       |
| Luisa Miller            | Luisa Miller         | Verdi       |
| Leonora                 | Il trovatore         | Verdi       |
| Amelia                  | Un ballo in maschera | Verdi       |
| Donna Leonora di Vargas | La forza del destino | Verdi       |
| Elisabetta di Valois    | Don Carlo            | Verdi       |
| Aida                    | Aida                 | Verdi       |
| Adriana                 | Adriana Lecouvreur   | Cilea       |